# Manuel Ojeda
Pour les articles homonymes, voir Ojeda.
Manuel Salvador Ojeda Armenta, connu sous le diminutif de Manuel Ojeda Armenta, né le 4 novembre 1940 à Cabo San Lucas dans l'État de Basse-Californie du Sud au Mexique et mort le 11 août 2022, à Mexico, est un acteur mexicain, l'un des plus actifs de son pays. Il a joué le méchant Zolo dans le film hollywoodien À la poursuite du diamant vert.

## Biographie
Manuel Ojeda étudie l'art dramatique à l'Institut des beaux-arts et commence une carrière théâtrale. Il obtient son premier rôle au cinéma au milieu des années 1970 et dans des telenovelas, sur Televisa, deux ans plus tard. On le retrouve dans plus de 291 films.
Sa première telenovela est Santa en 1978 et il devient célèbre grâce à sa prestation dans les telenovelas Senda de gloria en incarnant Emiliano Zapata et El vuelo del águila dans le rôle de Porfirio Díaz.

## Filmographie partielle

### Au cinéma
- 1976 : La pasión según Berenice de Jaime Humberto Hermosillo
- 1979 : L'Étalon de guerre d'Anthony Harvey
- 1981 : Opération Green Ice d'Ernest Day
- 1984 : À la poursuite du diamant vert de Robert Zemeckis
- 1986 : La Révolte des pendus (La Rebelión de los colgados) de Juan Luis Buñuel
- 1997 : El Güero Estrada :  Comandante Becerra
- 1997 : Operativo Camaleón
- 1997 : Me llaman Mandrina  : Major Samperio
- 1997 : Asesino misterioso : Javier
- 1998 : Fuera de la ley : Abogado
- 1998 : Los Hijos del viento
- 1998 : El cometa
- 1999 : La Ley de Herodes
- 2005 : La hacienda del terror
- 2005 : Los más buscados 3
- 2005 : La daga del diablo
- 2005 : La diosa del mar
- 2005 : La banda de los ojetes
- 2005 : La moral en turno
- 2005 : Una de balazos : El "Señor"
- 2008 : Llamando a un ángel : Gran Joel
- 2008 : Victorio
- 2008 : Todos hemos pecado : El Presidente Municipal
- 2009 : Secretos de familia : Guillermo Cetina (antagoniste)
- 2009 : Un Mexicano más : El Cura
- 2010 : Martín al amanecer : Fidel
- 2014 : Los Ángeles : Andy
- 2014 : Fifth Floor (Quinto Piso) : Senor Lunez
- 2014 : La 4ª Compañía : Chaparro

### À la télévision
- 2001 : El manantial : Padre Salvador Valdéz
- 2002 : La otra : Juan Pedro Portugal
- 2003 : Bajo la misma piel : Rodrigo Leyva
- 2004 : Misión S.O.S. : Severiano Martínez
- 2004 : Amarte es mi pecado (telenovela) : Jacobo Guzmán
- 2005 : Barrera de amor
- 2005-2006 : Alborada : Don Francisco Escobar
- 2007 : La fea más bella : Luis Lombardi (participation spéciale)
- 2007 : Tormenta en el paraíso (telenovela) : Capitán Pablo Solís
- 2008-2009 : Un gancho al corazón (telenovela) : Hilario Ochoa (participation spéciale)
- 2009 : Alma de hierro : Alfredo
- 2009 : Verano de amor (telenovela) : Clemente Matus
- 2009-2010 : Corazón salvaje (telenovela) : Fulgencio Berrón
- 2012 : Por ella soy Eva (telenovela) : Eduardo Moreno Landeros
- 2012-2013 : Qué bonito amor : Vittoriano Trusco "El padrino" (participation spéciale)
- 2013-2014 : La tempestad (telenovela) : Ernesto Contreras
- 2014 : La gata (telenovela) : Fernando de la Santacruz "El Silencioso"
- 2015 : Que te perdone Dios : Melitón
- 2018 : Sin tu mirada : Comandante Zamora